# Canberra
Canberra (phát âm tiếng Anh: /ˈkænbərə/ ⓘ)
là thành phố thủ đô của Úc. Canberra có dân số 381.488 người, là thành phố nội lục lớn nhất và thành phố đông dân thứ tám của Úc. Thành phố nằm tại cực bắc của Lãnh thổ Thủ đô Úc, cách 280 km (170 mi) về phía tây nam của Sydney, và cách 660 km (410 mi) về phía đông bắc của Melbourne.
Địa điểm Canberra được lựa chọn làm vị trí của thủ đô quốc gia vào năm 1908, là một sự dàn xếp giữa hai thành phố lớn nhất của Úc là Sydney và Melbourne, Australia. Đây là một thành phố kế hoạch hoàn toàn, và không thuộc bất kỳ bang nào. Sau một cuộc thi quốc tế về thiết kế thành phố, một thiết kế của Walter Burley Griffin và Marion Mahony Griffin được lựa chọn và việc xây dựng bắt đầu trong năm 1913. Thiết kế của thành phố chịu ảnh hưởng từ phong trào thành phố vườn và kết hợp các khu vực thực vật tự nhiên quan trọng, khiến Canberra có hiệu là "thủ đô bụi rậm".
Sự tăng trưởng và phát triển của Canberra bị cản trở do hai thế chiến và Đại khủng hoảng. Thủ đô quốc gia nổi lên thành một đô thị thịnh vượng sau Thế chiến II, khi Thủ tướng Robert Menzies đấu tranh cho sự phát triển của thủ đô và Ủy ban phát triển Thủ đô Quốc gia được hình thành với quyền lực hành pháp. Mặc dù Lãnh thổ Thủ đô Úc hiện được tự quản, song chính phủ liên bang duy trì một số ảnh hưởng thông qua Cơ quan Thủ đô Quốc gia.

## Từ nguyên
Từ "Canberra" được cho là bắt nguồn từ Kambera hoặc "Canberry", được cho là có nghĩa "địa điểm gặp gỡ" trong ngôn ngữ Ngunnawal cổ, một trong vài ngôn ngữ Thổ dân được nói trong khu vực trước khi những người châu Âu đến định cư. Còn theo một ông lão người Ngunnawal tên là Don Bell, dịch chính xác là "cặp vũ phụ nữ" và là danh xưng của Thổ dân cho hai núi là Black và Ainslie nằm gần như đối diện nhau. Trong thập niên 1860, báo Queanbeyan thuộc sở hữu của John Gale tường thuật rằng danh xưng được Anh hóa từ tên thổ dân 'nganbra' hoặc 'nganbira', nghĩa là "chỗ trũng giữa đôi vú phụ nữ", ám chỉ đến vùng đất ngập nước ven suối Sullivans giữa núi Ainslie và núi Black.

## Lịch sử
Trước khi người châu Âu đến định cư, khu vực nay là Canberra được cho là nơi cư trú theo mùa của người Úc bản địa. Nhà nhân loại học Norman Tindale cho rằng nhóm chủ yếu chiếm giữ khu vực là người Ngunnawal, còn người Ngarigo sống ngay ở phía nam của Lãnh thổ Thủ đô Úc, người Wandandian sống ở phía đông, người Walgulu sống ở phía nam, người Gandangara sống ở phía bắc, và người Wiradjuri sống ở phía tây bắc. Các bằng chứng khảo cổ học về định cư trong khu vực gồm các những nơi trú ẩn trong hang đá, bức họa và khắc trên đá, địa điểm an táng, các điểm trại và mỏ đá, và các công cụ cùng sắp xếp đá. Bằng chứng biểu thị loài người cư trú trong khu vực ít nhất là đã được 21.000 năm.

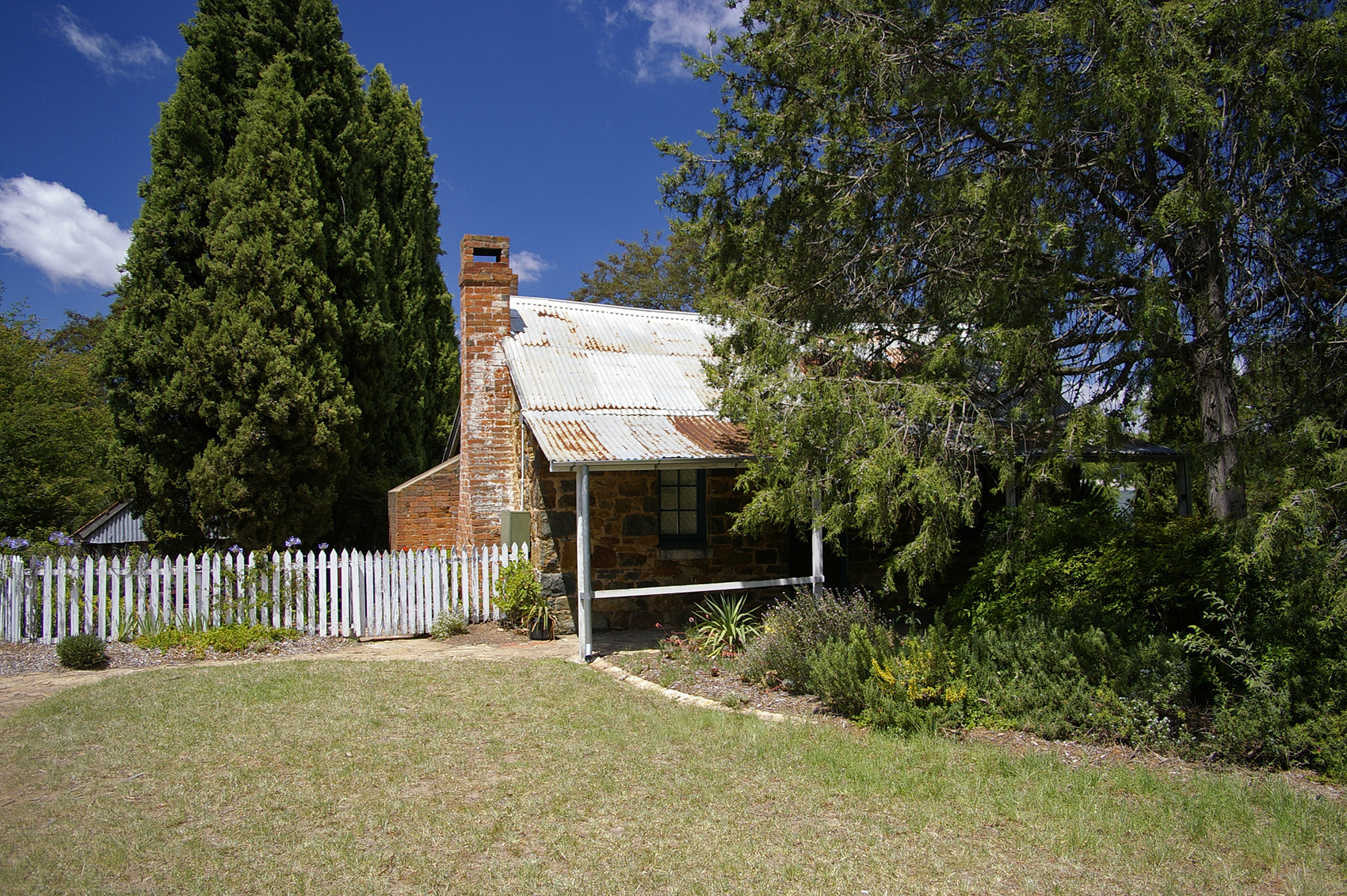
Blundells Cottage được xây dựng vào khoảng năm 1860, nằm trong số vài ngôi nhà còn lại được những người châu Âu định cư đầu tiên xây dựng tại Canberra.

Người châu Âu khởi đầu thám hiểm và định cư tại khu vực Canberra vào thập niên 1820. Có bốn cuộc thám hiểm từ năm 1820 đến năm 1824. Các khu định cư của người da trắng trong khu vực có lẽ có niên đại từ năm 1823, khi một trại hoặc trạm được xây dựng tại nơi là bán đảo Acton ngày nay bởi các mục dân làm việc cho Joshua John Moore. Ông chính thức xin mua địa điểm vào ngày 16 tháng 12 năm 1826, đặt tên bất động sản là "Canberry". Ngày 30 tháng 4 năm 1827, Moore được thông báo qua thư rằng ông có thể giữ quyền sở hữu 1.000 mẫu Anh (405 ha) tại Canberry.
Dân số người châu Âu tại khu vực Canberra tiếp tục tăng trưởng chậm trong suốt thế kỷ 19. Trong số họ có gia đình Campbell vùng "Duntroon"; ngôi nhà đá ấn tượng của họ nay là nơi sinh hoạt của sĩ quan trong Học viện Quân sự Hoàng gia tại Duntroon. Gia đình Campbell đỡ đầu cho khu định cư bằng cách để các gia đình nông dân khác làm việc trên đất của họ, như gia đình Southwell vùng "Weetangera". Những người định cư ban đầu nổi bật khác gồm có các gia đình Murray và Gibbes có quan hệ, họ sở hữu bất động sản Yarralumla từ thập niên 1830 cho đến năm 1881, mà nay là địa điểm đặt dinh thự chính thức của Toàn quyền Úc.
Toà nhà công cổ nhất còn tồn tại nằm trong nội thành là Nhà thờ Anh giáo St John the Baptist, tại Reid, nhà thờ được thánh hóa vào năm 1845. Nghĩa địa của Nhà thờ St John gồm những phần mộ sớm nhất trong khu vực. Trong lúc người châu Âu gia tăng hiện diện, dân số thổ dân suy giảm, chủ yếu là do dịch bệnh như đậu mùa và sởi.
Sự biến hóa của khu vực từ một khu vực nông thôn thuộc New South Wales thành thủ đô quốc gia khởi đầu trong các tranh luận về liên bang hóa vào cuối thế kỷ 19. Sau một tranh chấp kéo dài về vấn đề Sydney hay Melbourne nên là thủ đô, đạt được một dàn xếp là thủ đô mới sẽ được xây dựng tại New South Wales, cách xa ít nhất 100 dặm (160 km) từ Sydney, còn Melbourne sẽ là địa điểm lâm thời đặt trụ sở chính phủ trong khi thủ đô mới được xây dựng. Trùm báo chí John Gale cho phát hành một cuốn sách nhỏ mang tiêu đề 'Dalgety or Canberra: Which?' nhằm vận động Canberra tới toàn bộ thành viên trong 7 nghị viện bang và liên bang của Thịnh vượng chung. Do nhiều nguyên nhân, đến năm 1908 thì Canberra được chọn làm địa điểm đặt thủ đô, một kết quả từ công trình nghiên cứu của nhà khảo sát Charles Scrivener. Chính phủ New South Wales nhượng Lãnh thổ Thủ đô Liên bang (tên đặt sau đó) cho chính phủ liên bang. Trong một cuộc thi thiết kế quốc tế do Bộ Nội vụ tiến hành, ngày 24 tháng 5 năm 1911, thiết kế của Walter Burley Griffin và Marion Mahony Griffin được chọn cho thành phố, và đến năm 1913 Griffin được bổ nhiệm làm Giám đốc thiết kế và xây dựng Thủ đô Liên bang và quá tình xây dựng bắt đầu.

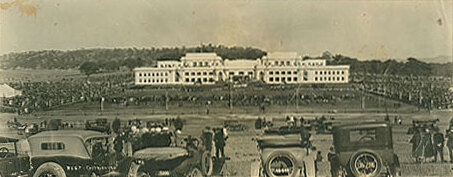
Khánh thành Tòa nhà Quốc hội cũ vào tháng 5 năm 1927.

Trưa ngày 12 tháng 3 năm 1913, thành phố chính thức được Gertrude Denman, phu nhân của Toàn quyền Thomas Denman, định danh trong một buổi lễ tại đồi Kurrajong, đồi này kể từ đó trở thành đồi Capital và là địa điểm đặt Tòa nhà Quốc hội hiện nay. Ngày Canberra là một ngày lễ công cộng được cử hành tại Lãnh thổ Thủ đô Úc vào ngày thứ hai thứ nhì trong tháng 3 nhằm kỷ niệm sự kiện thành lập Canberra.
Cơ quan lập pháp liên bang chuyển đến Canberra vào ngày 9 tháng 5 năm 1927, khi khánh thành Tòa nhà Quốc hội Lâm thời. Thủ tướng Stanley Bruce  chính thức nhận dinh thự The Lodge vài ngày sau đó. Sự phát triển có kế hoạch của thành phố chậm lại đáng kể trong đại khủng hoảng thập niên 1930 và trong Thế chiến II. Một số dự án được lập kế hoạch tiến hành trong thời gian đó chưa từng được hoàn thành, như các nhà thờ chính tòa Công giáo La Mã và Anh giáo.
Từ năm 1920 đến năm 1957, ba cơ quan liên tiếp là Ủy ban Cố vấn Thủ đô Liên bang, Ủy ban Thủ đô Liên bang, và Ủy ban Kế hoạch và Phát triển Thủ đô Liên bang tiếp tục lập kế hoạch mở rộng Canberra hơn nữa trong tình trạng khuyết diện Griffin; tuy nhiên họ chỉ cố vấn, và các quyết định phát triển được tiến hành mà không tham vấn họ, làm gia tăng bất hợp lý.
Ngay sau Chiến tranh thế giới thứ hai, Canberra từng bị chỉ trích là giống với một thôn làng, và tập hợp các tòa nhà được xây dựng thiếu trật tự được cho là xấu xí. Thủ tướng Robert Menzies nhận định tình trạng của thủ đô quốc gia là một điều đáng xấu hổ, song qua thời gian thái độ của ông đổi sang chủ trương phát triển thủ đô. Ông sa thải hai bộ trưởng chịu trách nhiệm phát triển thành phố do thể hiện yếu kém. Trong thời gian một thập niên Menzies tại nhiệm, sự phát triển của thủ đô tăng tốc nhanh chóng. Dân số tăng trưởng hơn 50% qua mỗi thời kỳ 5 năm trong giai đoạn từ 1955 đến 1975. Một vài cơ quan chính phủ, cùng các công chức chuyển đến Canberra từ Melbourne sau chiến tranh. Các kế hoạch xây nhà công được tiến hành nhằm đáp ứng tăng trưởng dân số của thành phố.
Ủy ban Phát triển Thủ đô Quốc gia (NCDC) được thành lập vào năm 1957 với quyền lực hành pháp, ủy ban kết thúc bốn thập niên tranh chấp về vấn đề hình dạng và thiết kế của hồ Burley Griffin—tâm điểm trong thiết kế của Griffin—và việc xây dựng hoàn thành vào năm 1964 sau bốn năm lao động. Việc hoàn thành xây dựng hồ đặt nền tảng cuối cùng cho sự phát triển Tam giác Nghị viện của Griffin. Since the initial construction of the lake, various buildings of national importance have been constructed on its shores.
Đại học Quốc gia Úc mới xây dựng tiếp tục được mở rộng, các tác phẩm điêu khắc và tượng đài được xây dựng. Một Thư viện Quốc gia mới được xây dựng trong Tam giác Nghị viện, tiếp theo là và Tòa án Cao đẳng và Nhà triển lãm Quốc gia. Các khu vực suburb Canberra Central được tiếp tục phát triển trong thập niên 1950, và phát triển đô thị tại các khu vực Woden Valley và Belconnen lần lượt bắt đầu vào giữa và cuối thập niên 1960. Nhiều trong số các khu vực suburb mới được định danh theo các chính trị gia người Úc, như Barton, Deakin, Reid, Braddon, Curtin, Chifley và Parkes.

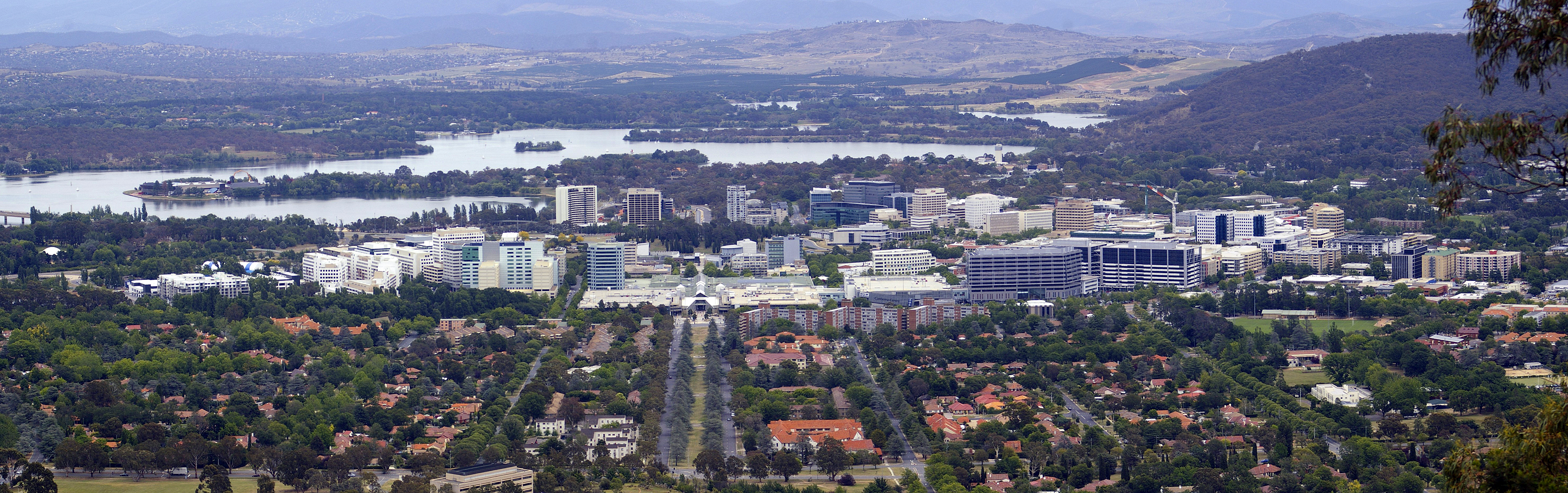
Khu vực trung tâm Canberra nhìn từ núi Ainslie, hậu cảnh là hồ Burley Griffin và núi Stromlo.

Ngày 9 tháng 5 năm 1988, một Tòa nhà Quốc hội lớn hơn và mang tính vĩnh cửu được khánh thành tại Đồi Capital, đây là một phần trong hoạt động kỷ niệm hai trăm năm lập quốc của Úc, và Quốc hội chuyển đến đây từ Tòa nhà Quốc hội Lâm thời, nay mang tên Tòa nhà Quốc hội Cũ.
Trong tháng 12 năm 1988, Lãnh thổ Thủ đô Úc được trao toàn bộ quyền tự quản thông qua Đạo luật Quốc hội Thịnh vượng chung. Sau cuộc bầu cử đầu tiên vào ngày 4 tháng 3 năm 1989, một hội đồng lập pháp gồm 17 thành viên làm việc tại văn phòng lâm thời tại số 1 Đại lộ Constitution, Civic, vào ngày 11 tháng 5 năm 1989. Tòa nhà vĩnh cửu được khánh thành tại London Circuit vào năm 1994. Đảng Lao động Úc thành lập chính phủ đầu tiên của Lãnh thổ Thủ đô Úc,. đứng đầu là Rosemary Follett, bà cũng là nữ giới đầu tiên lãnh đạo chính phủ cấp bang và lãnh thổ tại Úc.
Nhiều nơi tại Canberra bị thiêu hủy trong hỏa hoạn rừng cây bụi ngày 18 tháng 1 năm 2003, khiến bốn người thiệt mạng và 435 người bị thương, phá hủy hơn 500 căn nhà và Đài Thiên văn Mount Stromlo.

## Địa lý
Canberra có diện tích 814,2 kilômét vuông (314,4 dặm vuông Anh) và tọa lạc gần dãy Brindabella, cách bờ biển phía đông của Úc khoảng 150 kilômét (93 mi). Thành phố có độ cao xấp xỉ 580 mét (1.900 ft) AHD; điểm cao nhất là núi Majura với độ cao 888 m (2.913 ft). Các đồi cao khác gồm núi Taylor 855 m (2.805 ft), núi Ainslie 843 m (2.766 ft), núi Mugga Mugga 812 m (2.664 ft) và núi Black 812 m (2.664 ft).
Rừng nguyên sinh tại khu vực Canberra hầu hết đều là các loài bạch đàn và chúng cung cấp nguyên liệu làm chất đốt và sinh hoạt. Đến đầu thập niên 1960, hoạt động khai thác gỗ làm cạn kiệt bạch đàn, và lo ngại về chất lượng nước khiến cho các khu rừng bị đóng cửa. Mối quan tâm đến rừng bắt đầu vào năm 1915 với các cuộc thử nghiệm một số loài như Pinus radiata trên các sườn của núi Stromlo. Kể từ đó, thảm thực vật được mở rộng, giúp giảm xói mòn trong lưu vực suối Cotter, và các khu rừng là nơi tiêu khiển phổ biến.

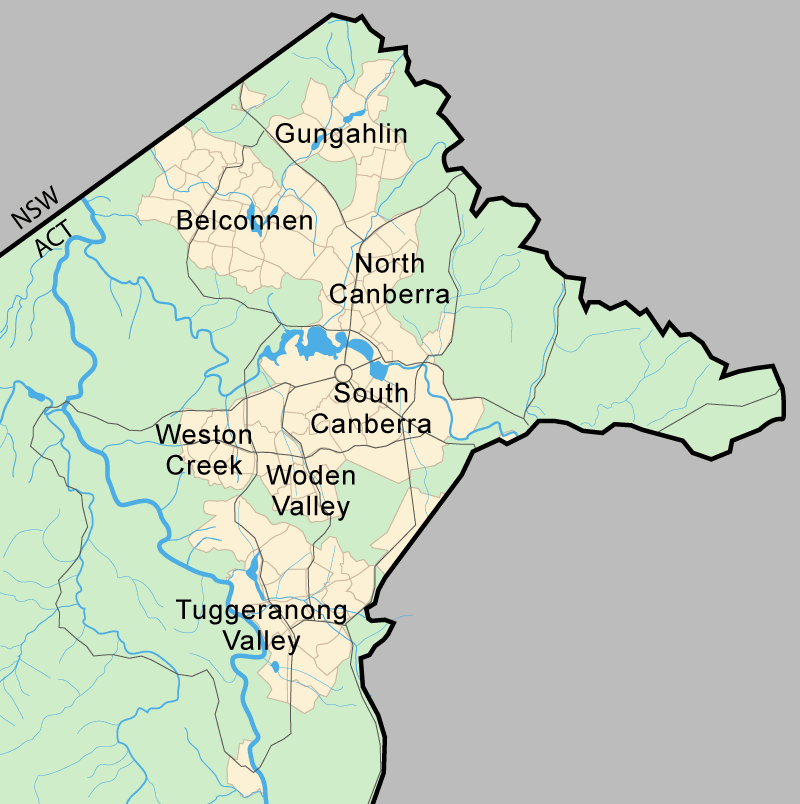
Vị trí của Canberra trong Lãnh thổ Thủ đô Úc. Các khu vực chủ yếu của Canberra được thể hiện bằng màu vàng: Canberra Central (gồm North Canberra và South Canberra), Woden Valley, Belconnen, Weston Creek, Tuggeranong, và Gungahlin.

Vùng ven đô của Canberra trải qua đồng bằng Ginninderra, Molonglo, Limestone, và Tuggeranong (Isabella). Sông Molonglo chảy qua đồng bằng Molonglo được xây đập để tạo thành biểu tượng của thủ đô quốc gia là hồ Burley Griffin. Sông Molonglo sau đó chảy vào sông Murrumbidgee ở tây bắc của Canberra. Sông Queanbeyan hợp lưu với sông Molonglo tại Oaks Estate trong Lãnh thổ Thủ đô Úc.
Một số suối, như Jerrabomberra và Yarralumla, chảy vào hai sông Molonglo và Murrumbidgee. Hai trong số các suối này là Ginninderra và Tuggeranong cũng bị xây đập để tạo thành các hồ Ginninderra và Tuggeranong. Cho đến gần đây, sông Molonglo từng đôi khi tạo lũ lụt gây thiệt hại; khu vực là một đồng bằng ngập lũ trước khi tạo hồ Burley Griffin.

### Khí hậu
Canberra có khí hậu lục địa tương đối khô với mùa hè từ ấm đến nóng và mùa đông từ mát đến lạnh, theo phân loại Köppen-Geiger thì Canberra có khí hậu hải dương (Cfb). Canberra trải qua mùa hè ấm, thường là khô, và các mùa đông giá lạnh với sương mù dày và thường có sương giá. Tuyết hiếm khi xuất hiện tại khu kinh doanh trung tâm, song các khu vực xung quanh đón tuyết rơi hàng năm suốt mùa đông và có thể trông thấy các đỉnh núi thường phủ tuyết từ khu kinh doanh trung tâm, lần cuối cùng tuyết rơi tại trung tâm thành phố là vào năm 1968.
Nhiệt độ cao nhất từng ghi nhận được theo các tường thuật khác nhau là 42,2 °C (108,0 °F) vào ngày 1 tháng 2 năm 1968, hoặc 42,8 °C (109,0 °F) tại Acton vào ngày 11 tháng 1 năm 1939. Nhiệt độ thấp nhất từng ghi nhận được là −10,0 °C (14,0 °F) vào ngày 11 tháng 7 năm 1971. Tuyết rơi nhẹ chỉ xuất hiện một hoặc hai lần mỗi năm, và thường không phổ biến và nhanh chóng tan. Canberra được dãy Brindabellas bảo vệ từ phía tây, tạo thành một bóng mưa nhẹ tại các thung lũng của Canberra.
Lượng mưa hàng năm tại Canberra thấp thứ ba trong số các thủ đô và thủ phủ bang tại Úc (sau Adelaide và Hobart) song trải khá đều giữa các mùa, lượng mưa cao nhất xuất hiện vào cuối mùa xuân. Dông hầu hết xuất hiện từ tháng 10 đến tháng 4,. Khu vực không quá lộng gió và các cơn gió nhẹ mạnh nhất là từ tháng 8 đến tháng 11. Canberra có độ ẩm thấp hơn khu vực duyên hải lân cận.
| Dữ liệu khí hậu của Sân bay Canberra                                      | Dữ liệu khí hậu của Sân bay Canberra | Dữ liệu khí hậu của Sân bay Canberra | Dữ liệu khí hậu của Sân bay Canberra | Dữ liệu khí hậu của Sân bay Canberra | Dữ liệu khí hậu của Sân bay Canberra | Dữ liệu khí hậu của Sân bay Canberra | Dữ liệu khí hậu của Sân bay Canberra | Dữ liệu khí hậu của Sân bay Canberra | Dữ liệu khí hậu của Sân bay Canberra | Dữ liệu khí hậu của Sân bay Canberra | Dữ liệu khí hậu của Sân bay Canberra | Dữ liệu khí hậu của Sân bay Canberra | Dữ liệu khí hậu của Sân bay Canberra |
| Tháng                                                                     | 1                                    | 2                                    | 3                                    | 4                                    | 5                                    | 6                                    | 7                                    | 8                                    | 9                                    | 10                                   | 11                                   | 12                                   | Năm                                  |
| ------------------------------------------------------------------------- | ------------------------------------ | ------------------------------------ | ------------------------------------ | ------------------------------------ | ------------------------------------ | ------------------------------------ | ------------------------------------ | ------------------------------------ | ------------------------------------ | ------------------------------------ | ------------------------------------ | ------------------------------------ | ------------------------------------ |
| Cao kỉ lục °C (°F)                                                        | 42.0 (107.6)                         | 42.2 (108.0)                         | 37.5 (99.5)                          | 32.6 (90.7)                          | 24.5 (76.1)                          | 20.1 (68.2)                          | 19.7 (67.5)                          | 24.0 (75.2)                          | 28.6 (83.5)                          | 32.7 (90.9)                          | 38.9 (102.0)                         | 39.2 (102.6)                         | 42.2 (108.0)                         |
| Trung bình ngày tối đa °C (°F)                                            | 28.0 (82.4)                          | 27.1 (80.8)                          | 24.5 (76.1)                          | 20.0 (68.0)                          | 15.6 (60.1)                          | 12.3 (54.1)                          | 11.4 (52.5)                          | 13.0 (55.4)                          | 16.2 (61.2)                          | 19.4 (66.9)                          | 22.7 (72.9)                          | 26.1 (79.0)                          | 19.7 (67.5)                          |
| Tối thiểu trung bình ngày °C (°F)                                         | 13.2 (55.8)                          | 13.1 (55.6)                          | 10.7 (51.3)                          | 6.7 (44.1)                           | 3.2 (37.8)                           | 1.0 (33.8)                           | −0.1 (31.8)                          | 1.0 (33.8)                           | 3.3 (37.9)                           | 6.1 (43.0)                           | 8.8 (47.8)                           | 11.4 (52.5)                          | 6.5 (43.7)                           |
| Thấp kỉ lục °C (°F)                                                       | 1.6 (34.9)                           | 3.0 (37.4)                           | −1.1 (30.0)                          | −3.7 (25.3)                          | −7.5 (18.5)                          | −8.5 (16.7)                          | −10.0 (14.0)                         | −8.5 (16.7)                          | −6.8 (19.8)                          | −3.4 (25.9)                          | −1.8 (28.8)                          | 0.3 (32.5)                           | −10.0 (14.0)                         |
| Lượng Giáng thủy trung bình mm (inches)                                   | 58.5 (2.30)                          | 56.4 (2.22)                          | 50.7 (2.00)                          | 46.0 (1.81)                          | 44.4 (1.75)                          | 40.4 (1.59)                          | 41.4 (1.63)                          | 46.2 (1.82)                          | 52.0 (2.05)                          | 62.4 (2.46)                          | 64.4 (2.54)                          | 53.8 (2.12)                          | 616.4 (24.27)                        |
| Số ngày giáng thủy trung bình                                             | 7.3                                  | 6.7                                  | 6.9                                  | 7.3                                  | 8.4                                  | 9.8                                  | 10.5                                 | 11.1                                 | 10.2                                 | 10.4                                 | 9.8                                  | 7.8                                  | 106.2                                |
| Số giờ nắng trung bình tháng                                              | 294.5                                | 254.3                                | 251.1                                | 219.0                                | 186.0                                | 156.0                                | 179.8                                | 217.0                                | 231.0                                | 266.6                                | 267.0                                | 291.4                                | 2.813,7                              |
| Nguồn 1: Trung bình khí hậu của Canberra Airport Comparison (1939–2010)   |                                      |                                      |                                      |                                      |                                      |                                      |                                      |                                      |                                      |                                      |                                      |                                      |                                      |
| Nguồn 2: Trình bày khí hậu đặc biệt và sơ lược khí hậu các cực độ gàn đây |                                      |                                      |                                      |                                      |                                      |                                      |                                      |                                      |                                      |                                      |                                      |                                      |                                      |

### Cấu trúc đô thị

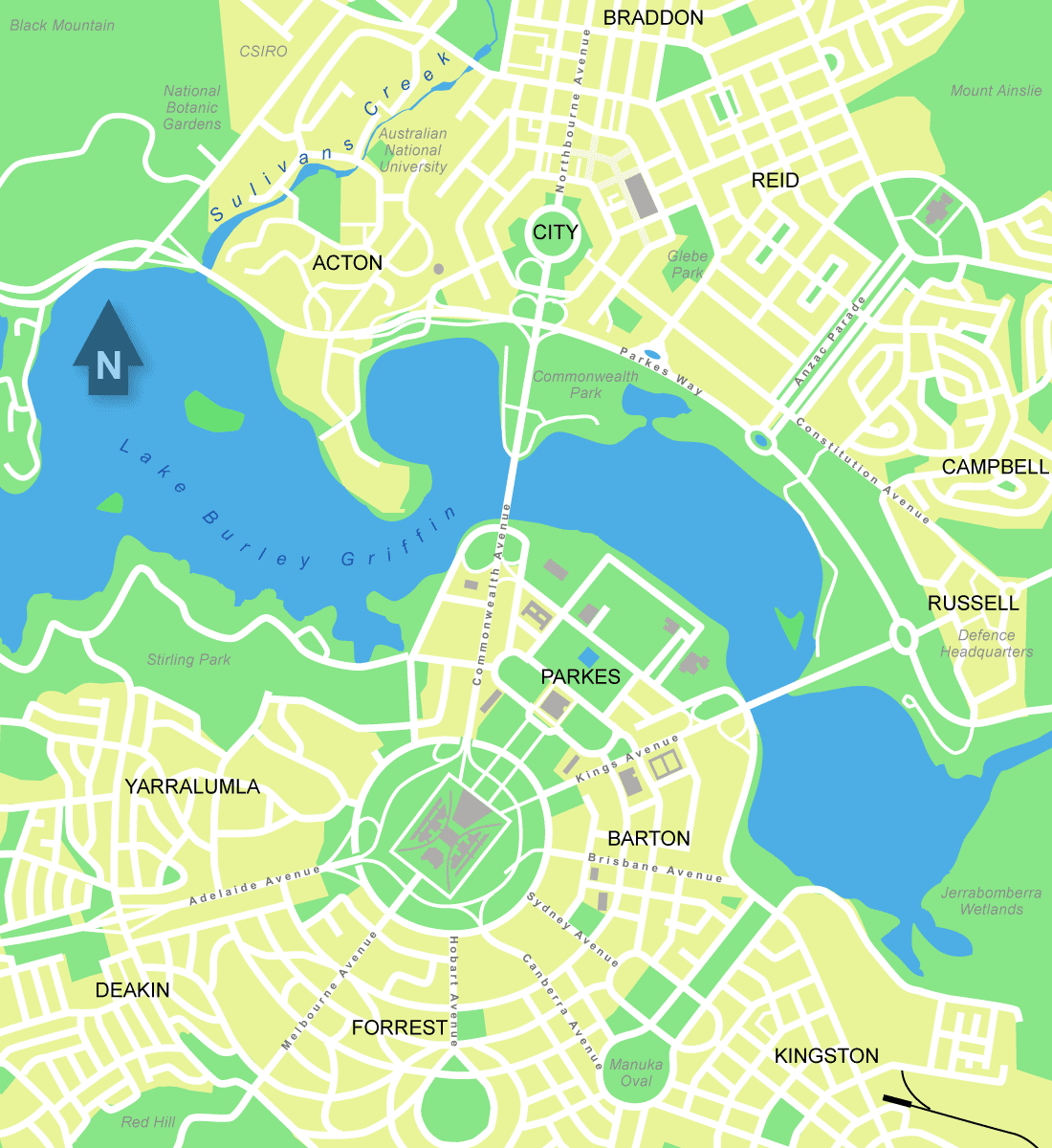
Nội đô Canberra biểu thị một số phương duện trong kế hoạch Griffin, đặc biệt là Tam giác Nghị viện.

Canberra là một thành phố kế hoạch và khu vực nội thị nguyên do Walter Burley Griffin thiết kế, ông là một kiến trúc sư người Mỹ. Trong khu vực trung tâm thành phố gần hồ Burley Griffin, các đường chính theo một mô hình bánh xe thay vì kẻ ô. Đề xuất của Griffin có sự phong phú về các mô hình hình học, trong đó có các phố theo mô hình lục giác và bát giác đồng tâm. Tuy nhiên, các khu vực ngoại thị của thủ đô được xây dựng sau này và không được bố trí theo hình học.
Griffins gắn giá trị tinh thành với núi Ainslie, núi Black, và đồi Red và kế hoạch ban đầu là bao phủ chúng bằng hoa. Theo đó mỗi đồi được bao phủ bằng một màu căn bản, đại diện cho giá trị tinh thần của nó. Bộ phận này của dự án chưa từng được thực hiện, do Thế chiến I làm chậm lại hoạt động xây dựng và các tranh chấp dự án khiến Walter bị Thủ tướng Billy Hughes sa thải sau khi chiến tranh kết thúc.
Các khu vực đô thị của Canberra được tổ chức thành một hệ thống gồm các quận, trung tâm thị trấn, trung tâm khu phố, suburb địa phương cũng như các khu vực công nghiệp và làng khác. Có 7 quận cư dân, mỗi quận được chia thành các khu suburb nhỏ hơn, mỗi nơi lại gồm một trung tâm thị trấn tập trung vào các hoạt động thương nghiệp và xã hội. Các quận được xếp theo thứ tự thời gian:
- Canberra Central, chủ yếu được định cư trong thập niên 1920 và 1930, mở rộng trong thập niên 1960,[105] 25 suburb
- Woden Valley, định cư lần đầu năm 1964,[66] 12 suburb
- Belconnen, định cư lần đầu năm 1966,[66] 25 suburb
- Weston Creek, định cư năm 1969, 8 khu suburb[106]
- Tuggeranong, định cư năm 1974,[107] 18 suburb
- Gungahlin, định cư vào đầu thập niên 1990, 18 suburb
- Molonglo Valley, bắt đầu phát triển năm 2010, 13 suburb theo kế hoạch.

Khu vực trung tâm Canberra về cơ bản dựa theo thiết kế của Walter Burley Griffin. Năm 1967, Ủy ban Phát triển Thủ đô Quốc gia thông qua "Kế hoạch Y" mà theo đó bố trí phát triển đô thị tương lại tại Canberra quanh một loại khu vực mua sắm và thương mại trung tâm gọi là 'trung tâm đô thị' được liên kết bằng đường cao tốc, cách bố trí này tương tự với hình dạng của chữ cái Y, với Tuggeranong tại gốc của Y và Belconnen cùng Gungahlin nằm tại cực các nhánh của chữ Y.
Phát triển tại Canberra được chính phủ quy định chặt chẽ, phải thông qua quá trình quy hoạch và sử dụng các điều khoản thuê đất giới hạn chặt chẽ việc sử dụng các mảnh đất. Đất tại Lãnh thổ Thủ đô Úc được thuê trong 99 năm từ chính phủ quốc gia, song hầu hết hợp đồng cho thuê nhanh do chính phủ Lãnh thổ quản lý.
Nhiều trong số các khu suburb của Canberra được định danh theo các cựu thủ tướng, người Úc nổi tiếng, những người định cư ban đầu, hoặc sử dụng từ Thổ dân làm tên. Tên đường phố thường theo một chủ đề cụ thể; như các phố tại Duffy được đặt theo các đập và hồ chứa tại Úc, các phố tại Dunlop được đặt theo các nhà phát minh, nhà sáng chế và nghệ sĩ của Úc và các phố tại Page được đặt theo các nhà sinh vật học và tự nhiên học. Hàu hết các phái bộ ngoại giao tọa lạc tại các khu suburb Yarralumla, Deakin và O'Malley. Thủ đô có ba khu công nghiệp nhẹ: các khu suburb Fyshwick, Mitchell và Hume.

## Kinh tế
Trong tháng 5 năm 2012, tỷ lệ thất nghiệp tại Canberra là 3,4%, thấp hơn tỷ lệ thất nghiệp toàn quốc là 5,1%. Do tỷ lệ thất nghiệp thấp và mức độ quan trọng của lĩnh vực công và công việc thương mại, Canberra có mức thu nhập khả dụng trung bình cao nhất trong số các thành phố thủ đô và thủ phủ tại Úc. Tổng lương trung bình hàng tuần tại Canberra là 1702 dollar Úc, so với trung bình toàn quốc là 1485,80 dollar Úc (tháng 5 năm 2013).
Giá nhà trung bình tại Canberra trong tháng 9 năm 2009 là 511.820 AUD, chỉ thấp hơn Sydney song số các thành phố thủ đô và thủ phủ có trên 100.000 dân, vượt qua Melbourne và Perth từ năm 2005. Chi phí thuê nhà của cư dân Canberra cao hơn so với giá thuê tại tất cả các bang và lãnh thổ khác.
Ngành kinh tế chính trong thành phố là quản trị và an ninh công cộng, đóng góp 29,8% vào Tổng sản phẩm lãnh thổ năm 2011–12 và tạo công việc cho 33,9% lực lượng lao động của Canberra. Trụ sở của nhiều cơ quan Dịch vụ công cộng Úc nằm tại Canberra, và Canberra cũng có một số cơ sở của Lực lượng Phòng vệ Úc, đáng chú ý nhất là trụ sở của Lực lượng Phòng vệ Úc và HMAS Harman, một trung tâm thông tin hải quân được cải biến thành một căn cứ tam quân, nhiều đơn vị sử dụng.

## Nhân khẩu

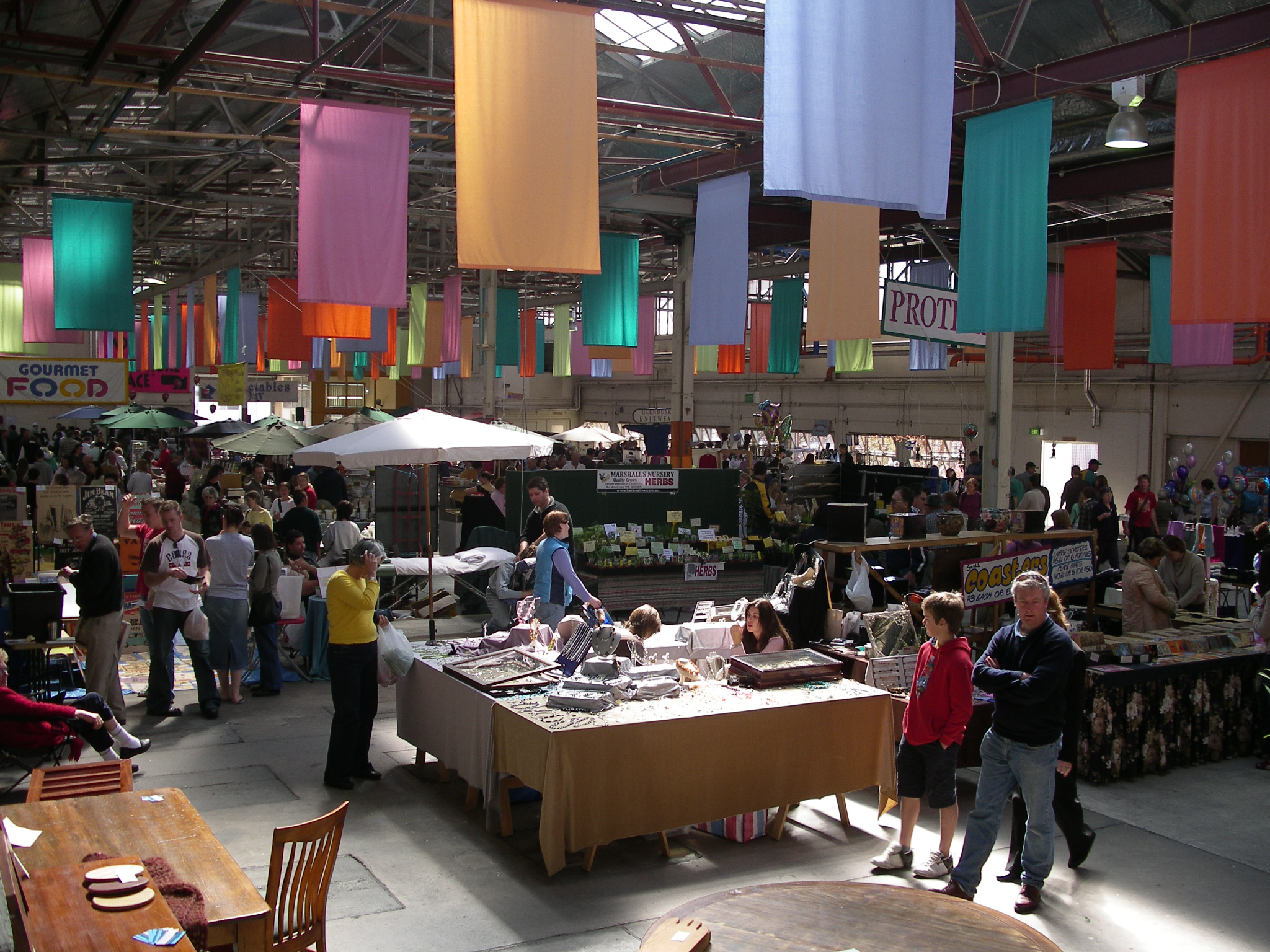
Shopping at the weekly Old Bus Depot Markets, Kingston

Theo điều tra nhân khẩu tháng 8 năm 2011, dân số Canberra là 355.596, tăng so với 323.056 vào năm 2006. Điều tra nhân khẩu 2011 biểu thị cư dân Thổ dân và người quần đảo eo biển Torres chiếm 1,4% dân số của Lãnh thổ Thủ đô Úc, trong khi 28,6% dân số sinh tại hải ngoại. Nhóm cư dân lớn nhất sinh tại hải ngoại đến từ Anh Quốc (3,7%) và tiếp đến là Trung Quốc (1,8%).
Các số lượng đáng kể người nhập cư đến từ New Zealand, Ấn Độ và Việt Nam. Những người nhập cư gần đây đến từ các quốc gia tại Đông và Nam Á. Hầu hết cư dân địa phương chỉ nói tiếng Anh tại nhà (77,8%); các ngôn ngữ khác được nói tại nhà là Quan thoại, tiếng Ý, tiếng Việt, tiếng Quảng Châu, và tiếng Tây Ban Nha.
Cư dân Canberra tương đối trẻ, có tính lưu động cao, và được giáo dục tốt. Tuổi trung bình là 34, và chỉ 10,7% cư dân từ 65 tuổi trở lên. Từ năm 1996 đến năm 2001, 61,9% dân số di chuyển khỏi hoặc đến Canberra, đây là tỷ lệ lưu động cao thứ hai trong số các thành phố thủ đô thủ phủ tại Úc. Theo thu thập số liệu của Ngân hàng Quốc gia Úc và được tường thuật trong The Canberra Times, người Canberra giành tiền cho từ thiện nhiều hơn đáng kể so với tại các bang và lãnh thổ khác, xét theo cả số tiền và tỷ lệ thu nhập.
Tháng 5 năm 2013, 45% cư dân Lãnh thổ Thủ đô Úc (25–64) có một trình độ học thức tương đương với ít nhất một bằng cử nhân, cao hơn đáng kể so với trung bình toàn quốc là 29%. Theo điều tra nhân khẩu năm 2011, xấp xỉ 44% cư dân Lãnh thổ Thủ đô Úc mô tả bản thân là tín đồ Cơ Đốc giáo, các giáo phái phổ biến nhất là Công giáo và Anh giáo; 29% mô tả bản thân không theo tôn giáo.

## Giáo dục
Hai cơ sở giáo dục bậc đại học chủ yếu là Đại học Quốc gia Úc (ANU) tại Acton và Đại học Canberra (UC) tại Bruce, với lần lượt trên 10.500 và 8.000 sinh viên tương đương toàn thời gian (FTE). Đại học Quốc gia Úc được thành lập vào năm 1946, luôn có một sự tập trung mạnh vào nghiên cứu, và được xếp hạng trong số các đại học hàng đầu trên thế giới và tốt nhất tại Úc theo các xếp hạng của báo Times Higher Education và Đại học Giao thông Thượng Hải. Tồn tại hai học khu của các trường tôn giáo tại Canberra: Signadou tại Watson là một học khu của Đại học Công giáo Úc; Học viện Thần học St Mark tại Barton là bộ phận của Đại học Charles Sturt thế tục.
Học viện Quốc phòng Úc (ADFA) và Học viện Quân sự Hoàng gia Duntroon nằm tại Campbell. Học viện Quốc phòng Úc giảng dạy cho các sinh viên bậc đại học và sau đại học và bao gồm cả UNSW@ADFA, một học khu của Đại học New South Wales; Duntroon cung cấp đào tạo sĩ quan Lục quân Úc. Giáo dục nghề cấp đại học cũng tồn tại thông qua Học viện Kỹ thuật Canberra có nhiều học khu.
Canberra có tỷ lệ cao nhất tại Úc về số học sinh tại trường học bậc phổ thông phi công lập, chiếm 40,6% số nhập học.

## Nghệ thuật và Giải trí

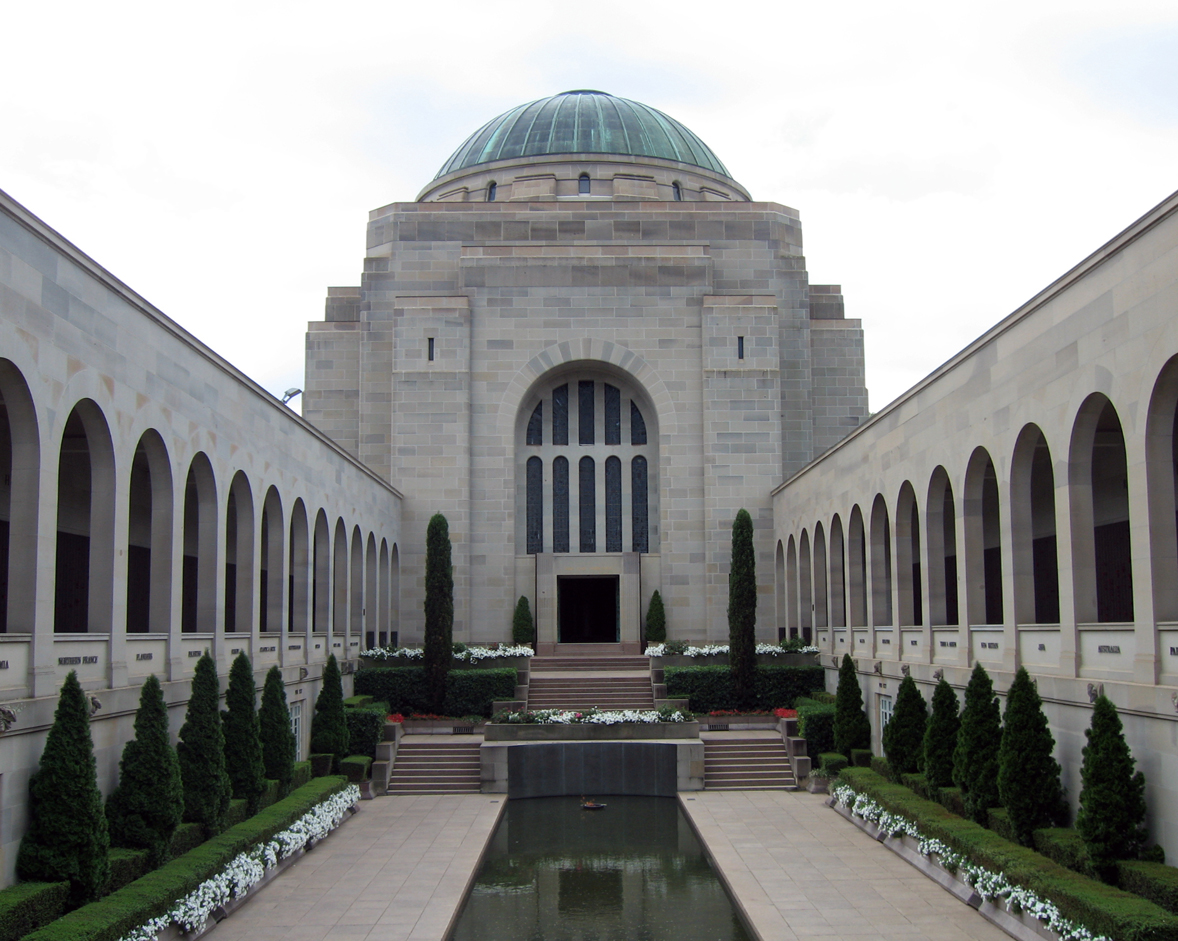
Nhà Kỷ niệm Chiến tranh Úc

Canberra có nhiều công trình kỷ niệm và thể chế quốc gia như Nhà Kỷ niệm Chiến tranh Úc, Nhà Trưng bày Quốc gia Úc, Nhà Trưng bày Chân dung, Thư viện Quốc gia, Cơ quan lưu trữ Quốc gia, Viện hàn lâm Khoa học Úc, Cơ quan lưu trữ Điện ảnh và Am thanh Quốc gia và Bảo tàng Quốc gia. Nhiều tòa nhà chính phủ Thịnh vượng chung tại Canberra mở cửa cho công chúng, bao gồm Tòa nhà Quốc hội, Canberra, Tòa án Thượng thẩm và Sở đúc tiền Hoàng gia Úc.
Hồ Burley Griffin là nơi đặt Đài tưởng niệm Thuyền trưởng James Cook và Lầu chuông Quốc gia. Các địa điểm đáng chú ý khác gồm có Tháp Black Mountain, Vườn Thực vật Quốc gia Úc, Vườn thú và thủy sinh Quốc gia, Bảo tàng Khủng long Quốc gia và Trung tâm Khoa học và Kỹ thuật Quốc gia Questacon.
Bảo tàng và Nhà trưng bày Canberra tại trung tâm thành phố là một kho lưu trữ về lịch sử và nghệ thuật địa phương. Một số nhà lịch sử khác được mở cửa cho công chúng: Các trại Lanyon và Tuggeranong tại Thung lũng Tuggeranong, Mugga-Mugga tại Symonston, và Nhà tranh Blundells tại Parkes đều biểu lộ phong cách sinh hoạt của những người châu Âu định cư đầu tiên. Nhà Calthorpes tại Red Hill là một ví dụ được bảo tồn tốt của một nhà thập niên 1920, từ những ngày ban đầu của Canberra. Canberra có nhiều địa điểm biểu diễn âm nhạc trực tiếp và sân khấu: Sân khấu Canberra là nơi diễn ra nhiều buổi hòa nhạc và tác phẩm lớn; và Llewellyn Hall (trong Học viện Âm nhạc Đại học Quốc gia Úc), một hội trường hòa nhạc đẳng cấp thế giới là hai nơi nổi bật nhất.
Stonefest tại Đại học Canberra là một nhạc hội lớn kéo dài trong hai ngày. Tồn tại nhiều quán rượu và hộp đêm cung cấp giải trí sống động, đặc biệt tập trung tại các khu vực Dickson, Kingston và trung tâm thành phố. Hầu hết các trung tâm khu đô thị có các hạ tầng cho một sân khấu cộng đồng và một rạp chiếu phim, và chúng đều có một thư viện. Các sự kiện văn hóa đại chúng gồm có Lễ hội Dân gian Quốc gia, Triển lãm Hoàng gia Canberra, hội ô tô Summernats, hội Enlighten, Lễ hội Đa văn hóa Quốc gia vào tháng 2 và lễ hội Celebrate Canberra được tổ chức trong 10 ngày vào tháng 3 cùng với ngày Canberra.

## Truyền thông
Do là thủ đô của Úc, Canberra là trung tâm quan trọng nhất đối với hầu hết phóng sự chính trị quốc gia, và do đó toàn bộ các hãng truyền thông chủ yếu, bao gồm Công ty Quảng bá Úc (ABC), các mạng lưới truyền hình thương mại, các báo đô thị duy trì văn phòng địa phương. Các tổ chức tin tức được đại diện trong "press gallery", một tổ chức của các nhà báo đưa tin về quốc hội.
Có năm đài truyền hình phát sóng miễn phí phục vụ Canberra:
- ABC Canberra
- SBS New South Wales
- Prime7 Southern NSW & ACT (CBN) - liên kết[Seven Network
- Win Television Southern NSW & ACT (WIN) - liên kết Nine Network
- Southern Cross Ten Southern NSW & ACT (CTC) - liên kết Network Ten

Mỗi đài phát sóng một kênh chủ yếu và một số có nhiều kênh.
Trước năm 1989, Canberra chỉ có ABC, SBS và Capital Television (CTC), CTC sau đó trở thành Southern Cross Ten, với Prime7 và WIN Television đến trong chương trình tập hợp khu vực của chính phủ trong năm đó.
Các dịch vụ truyền hình trả tiền khả dụng từ Foxtel (qua vệ tinh) và công ty truyền thông TransACT (qua cáp).
Tồn tại một số đài AM và FM phát sóng tại Canberra. Nhà điều hành thương mại chính là Capital Radio Network (2CA và 2CC), và Austereo/RNA (104.7 và Mix 106.3). Cũng tồn tại một số đài hoạt động cộng đồng.
Canberra có một nhật báo tin tức là The Canberra Times, được phát hành từ năm 1926. Cũng tồn tại một số xuất bản phẩm hàng tuần miễn phí, bao gồm các tạp chí tin tức CityNews và Canberra Weekly cũng như hướng dẫn giải trí BMA Magazine. BMA Magazine được in lần đầu vào năm 1992.

## Thể thao

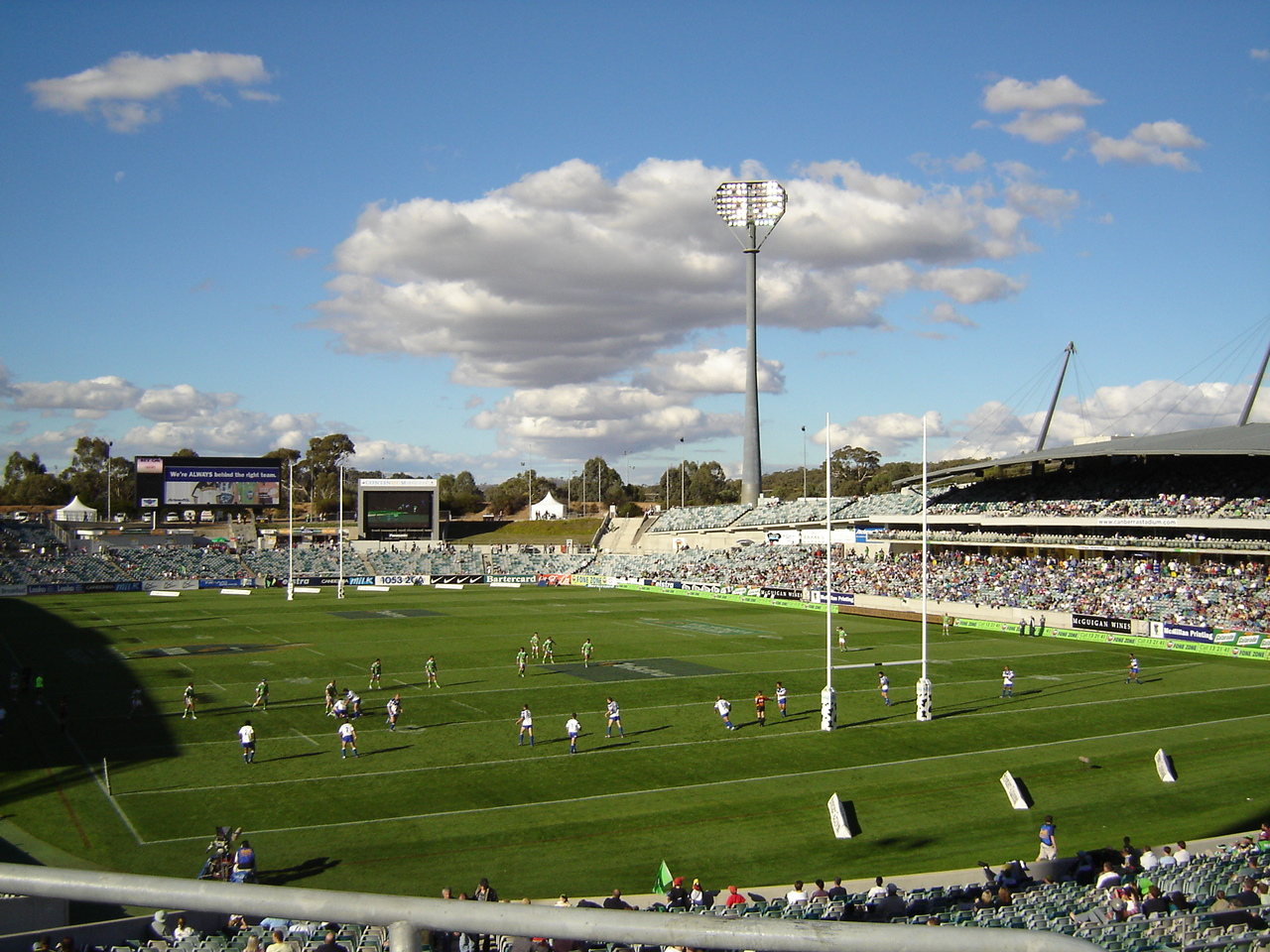
Một trận đấu bóng bầu dục liên minh tại Sân vận động Canberra

Bên cạnh các giải đấu thể thao địa phương, Canberra có một số đội thể thao cạnh tranh trong các cuộc thi tầm quốc gia và quốc tế. Các đội nổi tiếng nhất là Canberra Raiders trong môn rugby union và Brumbies trong môn bóng bầu dục liên minh; cả hai đội đều từng giành chức vô địch trong giải đấu mà họ tham gia. Hai đội đều lấy sân nhà là Sân vận động Canberra, đây là sân vận động lớn nhất của thành phố và được sử dụng để tổ chức các trận đấu bóng đá trong Thế vận hội Mùa hè 2000 và trận đấu trong Giải vô địch bóng bầu dục thế giới 2003. Thành phố cũng có một đội bóng rổ thành công là Canberra Capitals, nhiều lần giành được danh hiệu bóng rổ nữ quốc gia. Canberra United FC đại diện cho thành phố trong giải bóng đá nữ quốc gia W-League, và giành chức vô địch trong mùa giải 2011–12.
Expansion AFL club Greater Western Sydney Giants bắt đầu một quan hệ đối tác với Canberra vào năm 2012, sẽ chơi ba trận sân nhà tại Manuka Oval mỗi mùa cho đến ít nhất là năm 2021. Trước đó, đội bóng đá Úc Kangaroos có căn cứ tại Melbourne và thi đấu tại AFL từng chơi một số trận sân nhà tại Manuka Oval cho đến tháng 7 năm 2006. Sau khi Kangaroos chuyển sân nhà thay thế đến Carrara tại Queensland, đội Melbourne và Western Bulldogs thi đấu một số trận sân nhà tại Manuka Oval từ năm 2007 với Sydney Swans. Canberra cũng là nơi tổ chức giải đấu Bóng đá [kiểu Úc] Thanh niên Quốc tế Barassi. Trận đấu cricket Prime Minister's XI có tính lịch sử được diễn ra thường niên tại Manuka Oval. Các sự kiện thể thao thường niên đáng kể khác gồm có Marathon Canberra và cuộc thi ba môn phối hợp City of Canberra Half Ironman.
Học viện Thể thao Úc (AIS) nằm tại khu ngoại ô Bruce của Canberra. AIS là một cơ sở giáo dục và đào tạo chuyên nghiệp cung cấp huấn luyện cho các vận động viên ưu tú trong một số môn thể thao. AIS hoạt động từ năm 1981 và giành được thành công đáng kể trong việc sản xuất các vận động viên ưu tú, cả ở tầm quốc gia và quốc tế. Đa số các thành viên đội tuyển và những người giành huy chương của Úc tại Thế vận hội Mùa hè 2000 từng tốt nghiệp AIS.
Canberra có nhiều sân vận động, sân golf, công viên trượt băng, và bể bơi mở cửa cho công chúng. Các sân quần vợt có tại Câu lạc bộ Thể thao Quốc gia tại Lyneham. Một loạt các đường xe đạp hiện diện khắp Canberra để những người đi xe đạp thư giãn và phục vụ mục đích thể thao. Công viên Tự nhiên Canberra có nhiều đường mòn đi bộ, đường cho cưỡi ngựa và xe đạp leo núi. Các môn thể thao dưới nước như thuyền buồm, chèo thuyền, thuyền rồng và skiing nước được tổ chức trên các hồ của Canberra. Rally of Canberra là một sự kiện ô tô thường niên và một cơ sở cho drag racing đang được lên kế hoạch xây dựng.

## Cơ sở hạ tầng

### Y tế

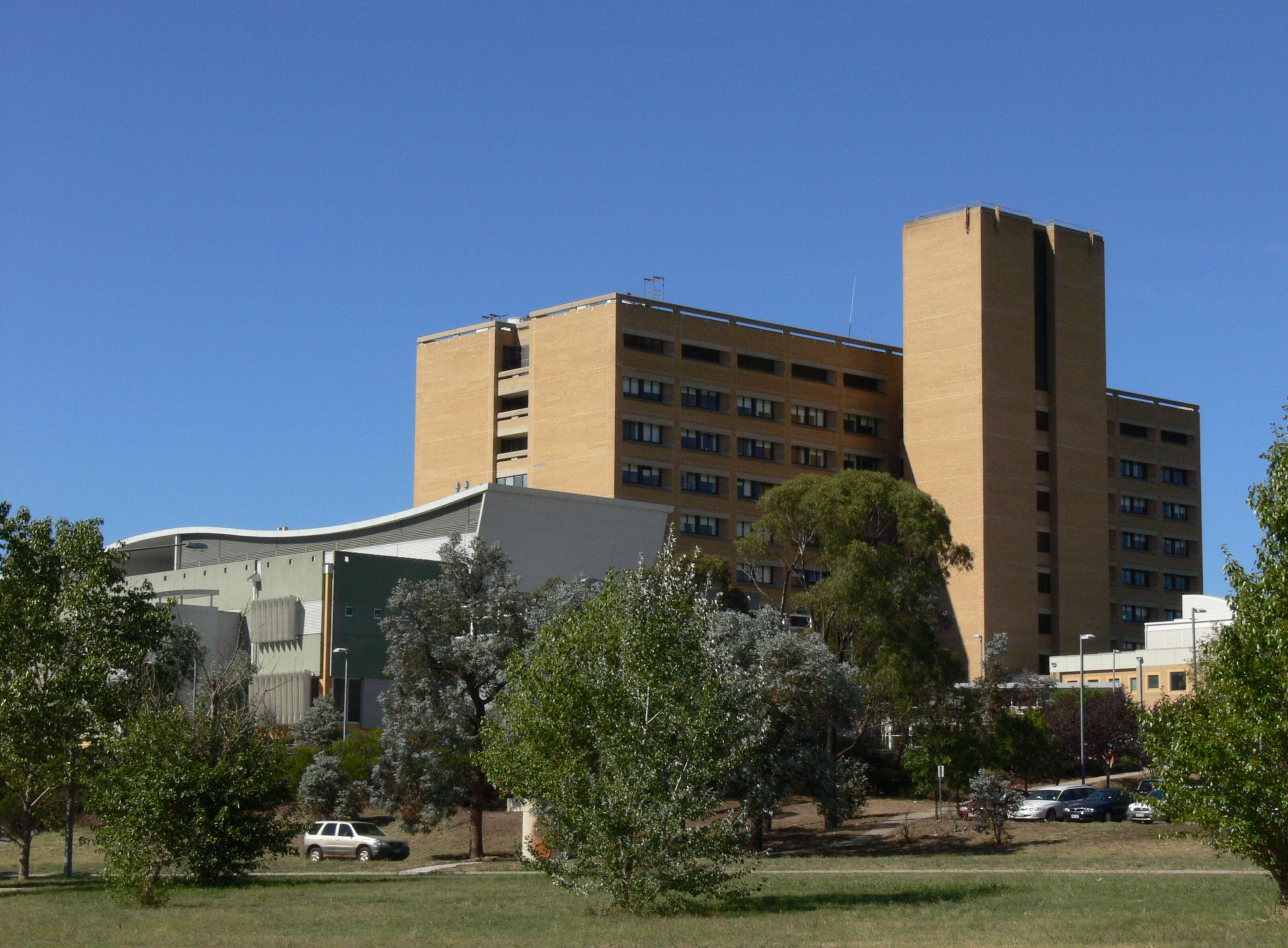
Bệnh viện Canberra.

Canberra có hai bệnh viện công lớn, Bệnh viện Canberra có xấp xỉ 600 giường bệnh tại Garran và Bệnh viện Công lập Calvary 174 giường bệnh tại Bruce. Cả hai cũng là các cơ sở giảng dạy. Bệnh viện tư nhân lớn nhất là Bệnh viện Calvary John James tại Deakin. Bệnh viện Tư nhân Calvary tại Bruce và Bệnh viện Tư nhân Thủ đô Quốc gia của Healthscope tại Garran cũng là những cơ sở y tế lớn.
Bệnh viện Hoàng gia Canberra nằm tại bán đảo Acton ven hồ Burley Griffin; nó bị đóng cửa vào năm 1991 và bị phá hủy vào năm 1997 để thuận tiện cho việc xây dựng Bảo tàng Quốc gia Úc. Thành phố có 10 cơ sở chăm sóc người cao tuổi. Các bệnh viện của Canberra tiếp nhận các trường hợp cấp cứu từ khắp miền nam bang New South Wales, và Dịch vụ Cứu thương Lãnh thổ Thủ đô Úc là một trong bốn cơ quan hoạt động của Cơ quan Dịch vụ Cứu thương Lãnh thổ Thủ đô Úc.

### Giao thông

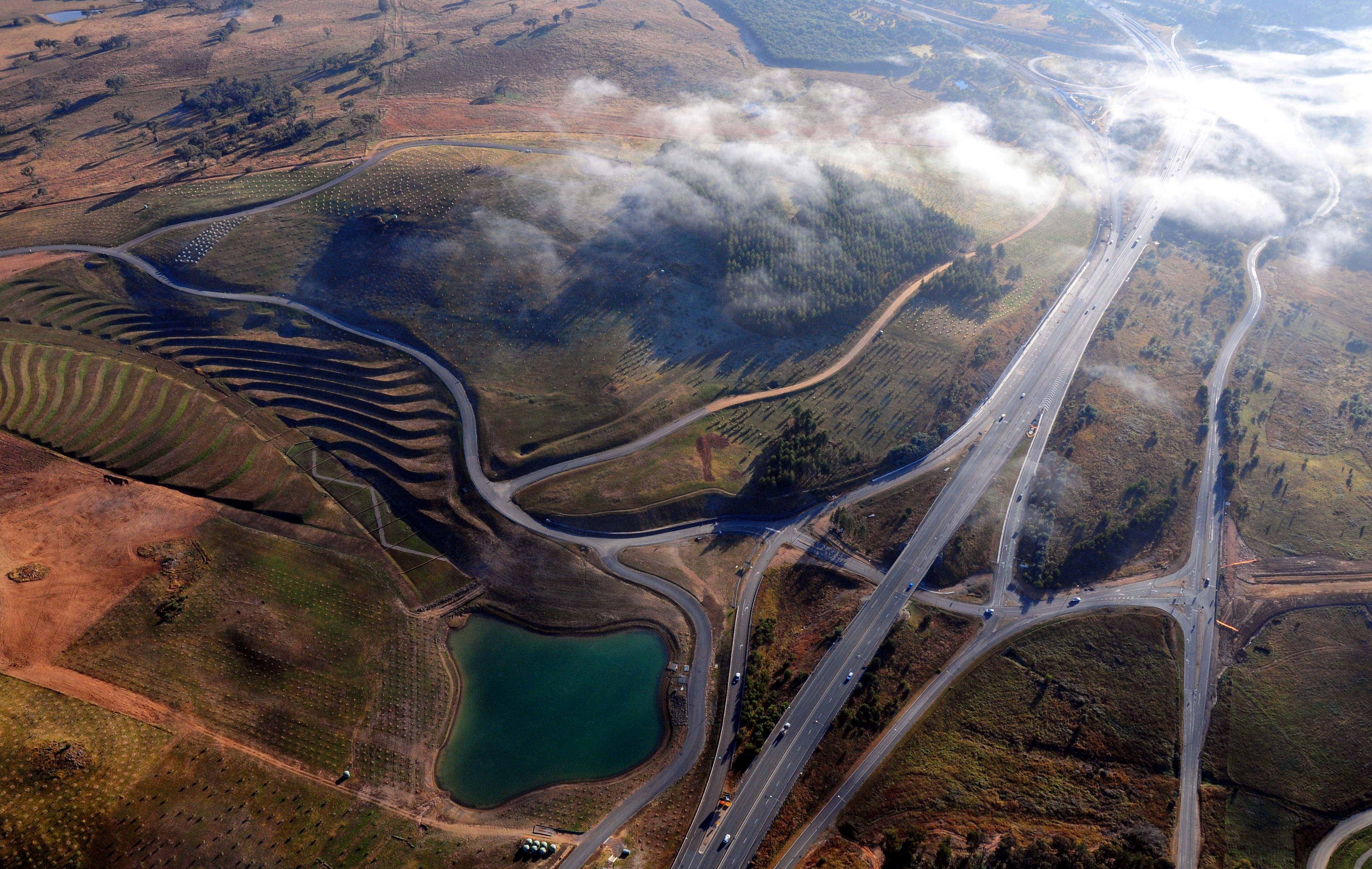
Không ảnh Đại lộ Tuggeranong, một xa lộ chính liên kết trung tâm thành phố Canberra với Tuggeranong.

Ô tô là là loại hình giao thông chiếm ưu thế chủ đạo tại Canberra. Thành phố được bố trí với các đường trục chính liên kết các cụm định cư qua các khu vực chưa phát triển như đất hoang hay rừng, kết quả là mật độ dân số thấp; điều này cũng có nghĩa là có đất để không nhằm phát triển các hành lang giao thông trong tương lai nếu cần thiết mà không cần phải xây đường hầm hay thu hồi đất đã phát triển nhà ở. Ngược lại, các thành phố thủ phủ khác tại Úc về căn bản có ít không gian xanh hơn.
Các khu ngoại ô của Canberra thường liên kết thông qua các đại lộ—các đường hai chiều bị phân cách với hạn chế tộc độ tối đa thường là 100 km/h (62 mph). Tại hầu hết các khu vực, các khu nhà ở ngoại ô biệt lập được bao quanh bằng các đường trục chính với chỉ một vài liên kết vào khu, nhằm ngăn chặn giao thông phi địa phương giao cắt qua các khu vực nhà ở. Trong một nỗ lực nhằm cải thiện an toàn đường bộ, các máy quay giao thông bắt đầu xuất hiện tại Canberra vào năm 1999.
ACTION là dịch vụ buýt do chính quyền điều hành, cung cấp giao thông công cộng trên khắp thành phố. Deane's Transit Group cung cấp dịch vụ buýt giữa Canberra và các khu vực lân cận thuộc New South Wales thông qua Transborder Express (Murrumbateman và Yass) và Deane's Buslines (Queanbeyan). Theo điều tra năm 2011, 6,7% hành trình đi làm liên quan đến giao thông công cộng; 6,5% đi bộ hoặc đi xe đạp đi làm.
Một dịch vụ đường sắt NSW TrainLink liên kết Canberra đến Sydney. Ga đường sắt Canberra nằm tại Kingston. Dịch vụ đường sắt đến Melbourne được cung cấp bằng một dịch vụ buýt của NSW TrainLink, nó liên kết với một dịch vụ đường sắt giữa Sydney và Melbourne tại Yass, mất khoảng một giờ đi xe từ Canberra.
Kế hoạch nhằm lập một đường dắt cao tốc giữa Melbourne, Canberra và Sydney, đã không được thực hiện, do các đề xuất được cho là bất khả thi về phương diện kinh tế. Các kế hoạch ban đầu cho Canberra bao gồm các đề xuất về vận chuyển đường sắt trong thành phố, song đều không được thực hiện.
Canberra cách Sydney khoảng ba giờ theo Xa lộ Liên bang (Quốc lộ 23), tuyến này liên kết với Xa lộ Hume (Quốc lộ 31) gần Goulburn, và cách Melbourne bảy giờ theo Xa lộ Barton (Quốc lộ 25), nó giao với Xa lộ Hume tại Yass. Mất hai giờ lái xe trên Xa lộ Monaro (Quốc lộ 23) để đến các khu trượt tuyết trên Dãy núi Snowy và Vườn quốc gia Kosciuszko. Vịnh Batemans, một điểm nghỉ lễ phổ biến trên bờ biển New South Wales, cũng cách Thủ đô hai giờ theo Xa lộ Kings.
Sân bay quốc tế Canberra cung cấp dịch vụ nội địa trực tiếp đến Sydney, Melbourne, Brisbane, Adelaide, Gold Coast và Perth. Cho đến năm 2003, sân bay dân sự chia sẻ đường băng với căn cứ không quân Fairbairn; tuy nhiên đến tháng 6 cùng năm thì căn cứ không quân ngừng hoạt động và từ đó sân bay hoàn toàn nằm dưới quyền kiểm soát dân sự.
Canberra có một trong những tỷ lệ cao nhất về di chuyển tích cực trong toàn bộ các thành phố chủ yếu tại Úc, với 7,1% người lao động đi bộ hoặc đi xe đạp đi làm vào năm 2011. Một cuộc khảo sát của Chính phủ Lãnh thổ Thủ đô Úc cho thấy rằng vào cuối năm 2010 người dân Canberra trung bình đi mộ 26 phút mỗi ngày.

### Dịch vụ công

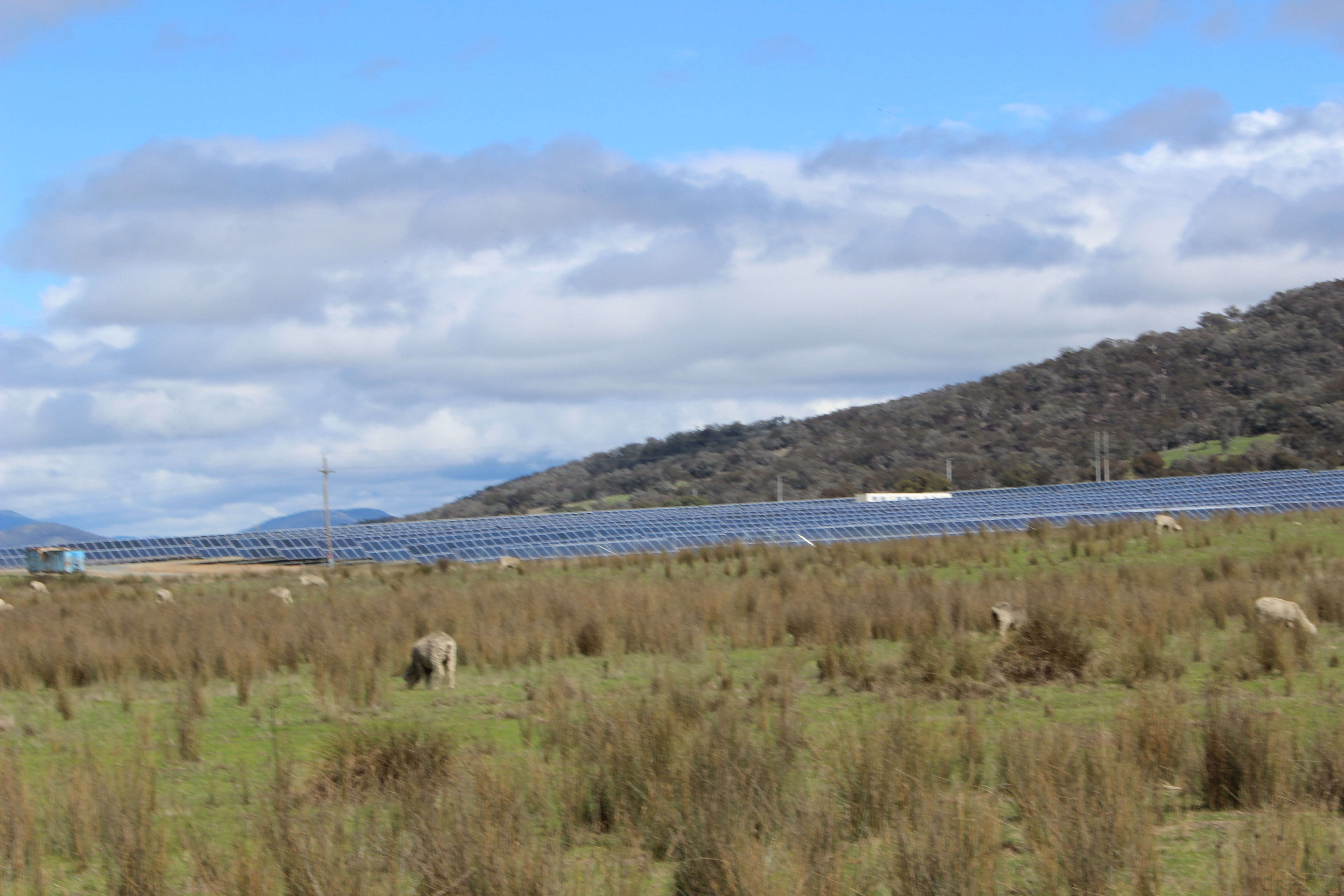
Trại năng lượng Mặt Trời Royalla nằm tại phía nam thành phố. Trại có khả năng phát ra lượng điện năng cho 4.500 hộ.

Công ty quốc doanh ACTEW quản lý cơ sở hạ tầng nước sạch và nước thải của Canberra. ActewAGL là một liên doanh giữa ACTEW và AGL, và là nhà cung cấp thứ cấp dịch vụ công của Canberra bao gồm nước sạch, khí đốt thiên nhiên, điện năng, cũng như một số dịch vụ thông tin qua TransACT có góp vốn. Nước ngọt của Canberra được trữ trong bốn hồ chứa là Corin, Bendora và các đập Cotter trên sông Cotter và đập Googong trên sông Queanbeyan. Mặc dù đập Googong nằm trên lãnh thổ New South Wales, song nó do chính phủ Thủ đô quản lý. Công ty ACTEW sở hữu hai nhà máy xử lý nước thải của Canberra, nằm tại Fyshwick và trên hạ lưu sông Molonglo.
Điện năng cho Canberra chủ yếu đến từ mạng lưới điện quốc gia thông qua các trạm biến áp tại Holt và Fyshwick (qua Queanbeyan). Lần đầu tiên Thủ đô được cung cấp điện là từ một nhà máy nhiệt điện xây dựng vào năm 1913 gần sông Molonglo, song nhà máy này đóng cửa vào năm 1957. Một nhà máy quang điện 20 MW được mô tả là lớn nhất Úc cho đến đương thời được chính thức khánh thành tại Royalla vào ngày 3 tháng 9 năm 2014.
Lãnh thổ Thủ đô Úc có tỷ lệ cao nhất toàn quốc về tiếp cận máy tính tại gia (88% số hộ) và liên kết internet băng thông rộng (74% số hộ).

## Quan hệ quốc tế
Canberra có quan hệ kết nghĩa với:
- Bắc Kinh, Trung Quốc[231]
- Nara, Nhật Bản[231]

Hiệp định Hữu nghị Canberra-Dili được ký kết vào năm 2004, nhằm xây dựng tình hữu nghị và tôn trọng lẫn nhau và xúc tiến các liên kết giáo dục, văn hóa, kinh tế, nhân văn, và thể thao giữa Canberra và Dili.
Chính phủ Lãnh thổ Thủ đô Úc ký kết một Bị vong lục Thông hiểu (MOU) với Chính phủ Nhân dân Hàng Châu vào ngày 29 tháng 10 năm 1998; hiệp định có mục đích xúc tiến các cơ hội kinh doanh và trao đổi văn hóa giữa hai thành phố.